# Galactocérébroside

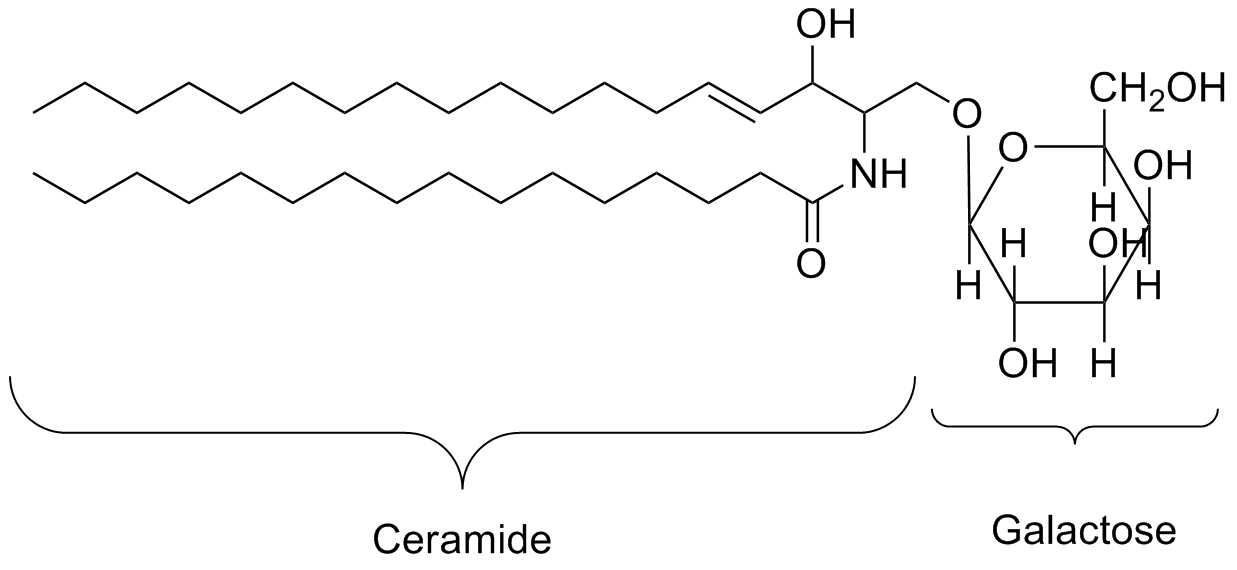
Structure d'un galactocérébroside.

Un galactocérébroside, ou galactosylcéramide, est un cérébroside constitué d'une unité céramide liée à un résidu galactose. Ce galactose peut être clivé par la galactosylcéramidase (EC 3.2.1.46).
Les galactocérébrosides sont un marqueur pour les oligodendrocytes du cerveau, qu'ils produisent ou non de la myéline,. 